# 14차 MSL 서바이버 토너먼트

## 리그기간
- 2008년 2월 11일 ~ 2008년 2월 28일

## 진출자
- 오프라인 예선전 : 2008년 2월 4일

| 1조    | 2조    | 3조    | 4조    | 5조    | 6조    | 7조    | 8조    | 9조    | 10조   | 11조   | 12조   | 13조   |
| ------ | ------ | ------ | ------ | ------ | ------ | ------ | ------ | ------ | ------ | ------ | ------ | ------ |
| 김성곤 | 김민제 | 정영철 | 박영민 | 김성기 | 김윤환 | 원종서 | 유광준 | 김신현 | 김광섭 | 손주흥 | 안기효 | 서경종 |
| 14조   | 15조   | 16조   | 17조   | 18조   | 19조   | 20조   | 21조   | 22조   | 23조   | 24조   | 25조   |        |
| 전상욱 | 이병민 | 김동건 | 박수범 | 박대만 | 이승석 | 문성진 | 김윤중 | 이영호 | 최연식 | 한동훈 | 정명훈 |        |

## 서바이버 토너먼트
| 조   | 1경기  | 1경기  | 2경기  | 2경기  | 승자전 | 승자전 | 패자전 | 패자전 | 최종전 | 최종전 |
| 1조  | 염보성 | 이승석 | 김명운 | 박영민 | 염보성 | 박영민 | 이승석 | 김명운 | 박영민 | 김명운 |
| 2조  | 진영수 | 정영철 | 서지훈 | 이영호 | 진영수 | 이영호 | 정영철 | 서지훈 | 진영수 | 정영철 |
| 3조  | 한상봉 | 원종서 | 윤용태 | 김성곤 | 원종서 | 윤용태 | 한상봉 | 김성곤 | 원종서 | 한상봉 |
| 4조  | 고인규 | 김윤중 | 민찬기 | 김광섭 | 고인규 | 민찬기 | 김윤중 | 김광섭 | 민찬기 | 김윤중 |
| 5조  | 권수현 | 전상욱 | 김택용 | 문성진 | 전상욱 | 김택용 | 권수현 | 문성진 | 전상욱 | 문성진 |
| 6조  | 박명수 | 정명훈 | 신상호 | 김성기 | 박명수 | 김성기 | 정명훈 | 신상호 | 김성기 | 정명훈 |
| 7조  | 박지수 | 서경종 | 박태민 | 김민제 | 박지수 | 박태민 | 서경종 | 김민제 | 박태민 | 서경종 |
| 8조  | 오영종 | 김신현 | 주현준 | 안기효 | 오영종 | 안기효 | 김신현 | 주현준 | 안기효 | 주현준 |
| 9조  | 박찬수 | 유광준 | 강민   | 손주흥 | 박찬수 | 손주흥 | 유광준 | 강민   | 박찬수 | 강민   |
| 10조 | 이성은 | 최연식 | 김상욱 | 한동훈 | 최연식 | 한동훈 | 이성은 | 김상욱 | 최연식 | 이성은 |
| 11조 | 박성준 | 박수범 | 김동건 | 이병민 | 박성준 | 김동건 | 박수범 | 이병민 | 박성준 | 이병민 |
| 12조 | 안상원 | 김윤환 | 마재윤 | 박대만 | 김윤환 | 마재윤 | 안상원 | 박대만 | 마재윤 | 안상원 |

## MSL 진출자 목록
- 테란 : 염보성, 진영수, 고인규, 정명훈, 박지수, 주현준, 손주흥, 이성은, 김동건, 이병민
- 저그 : 한상봉, 문성진, 박명수, 서경종, 박찬수, 김윤환, 마재윤
- 프로토스 : 박영민, 이영호, 윤용태, 김윤중, 김택용, 오영종, 한동훈